# Montpellier
För andra betydelser, se Montpellier (olika betydelser).
Montpellier (franskt uttal: [mɔ̃pəlje] lyssna (fil), occitanska: Montpelhièr) är en stad och kommun i departementet Hérault i regionen Occitanien i södra Frankrike. År 2017 hade Montpellier 285 121 invånare.
Montpellier är en universitets- och industristad, men även ett betydande turistcentrum.

## Historia
Montpellier omtalas första gången 985, men först i slutet av 1000-talet växte en stad fram på platsen. Redan i stadens äldsta privilegier från 1141 omtalas en läkarskola, som 1220 fick sina statuter, och vilken blev grunden för det 1289 grundade universitetet. Montpellier kom 1276 under kungariket Mallorca men såldes 1349 till Frankrike. 1536 flyttades biskopssätet i Maguelone till Montpellier. Under religionskrigen var Montpellier en av hugenotternas viktigaste stödjeplatser. Ludvig XIII intog staden 1622 efter 8 månaders belägring. Ett citadell upprättades 1624. Då hugenotterna under Henri II de Rohans ledning revolterade för tredje gången, besegrades de 1628 och på Richelieus order demolerades Montpelliers befästningar.

## Sevärdheter
Av stadens gamla befästningar från 1100-1300-talen finns bara rester kvar, varav märks det gamla tornet Tour du pins. Söder om Tours de pins ligger katedralen Saint Pierre, som ursprungligen var kapell till det av påven Urban V grundade benediktinklostret. Sammanbyggd med katedralen ligger medicinska fakultetens gamla byggnad, rester av det medeltida klostret vilket 1536-1791 fungerade som biskopspalats. I fakultetens rika bibliotekssamlingar finns en större samling manuskript av drottning Kristina. Det av François-Xavier Fabre grundade Fabremuseet rymmer rika samlingar av italienska, flamländska och holländska målare, samt av franska skulptörer från 1600- och 1700-talen. Genom Port du Peyrou, en 1691 uppförd triumfbåge kommer man ut i den berömda parken Promenade du Peyrou, anlagd 1689-1776. Den botaniska trädgården, som anlades av Pierre Richer de Belleval 1593, är Frankrikes äldsta.

## Geografi
Staden är belägen cirka 10 kilometer från Medelhavet, 75 kilometer från närmaste berg (Mont Aigoual), och cirka 150 kilometer väster om Marseille.
Montpellier genomflyts av två floder, Lez till öster och Mosson i väster.
Staden har vuxit kraftigt under de senaste 50 åren, och bildar idag den franska Medelhavskustens fjärde största storstadsområde och det femtonde största i Frankrike.
I och med skapandet av nya stadsdelar öster och söder om stadskärnan (Antigone, sedan Richter och efter detta Port Marianne) har Montpellier sakta närmat sig havet.

## Sport
Montpellier HSC, stadens fotbollslag, blev säsongen 2011/12 franska mästare. 1929 och 1990 vann laget franska cupen och 2011 vann laget franska ligacupen.
Montpellier Agglomération Handball vann handboll Champions league 2002/03.
Montpellier Red Devils och Montpellier Hérault RC är stadens två professionella rugbylag.
Stade de la Mosson, med en kapacitet för 32 900 åskådare, är en arena där både VM i fotboll 1998 och Rugby-VM 2007 spelades.

## Klimat

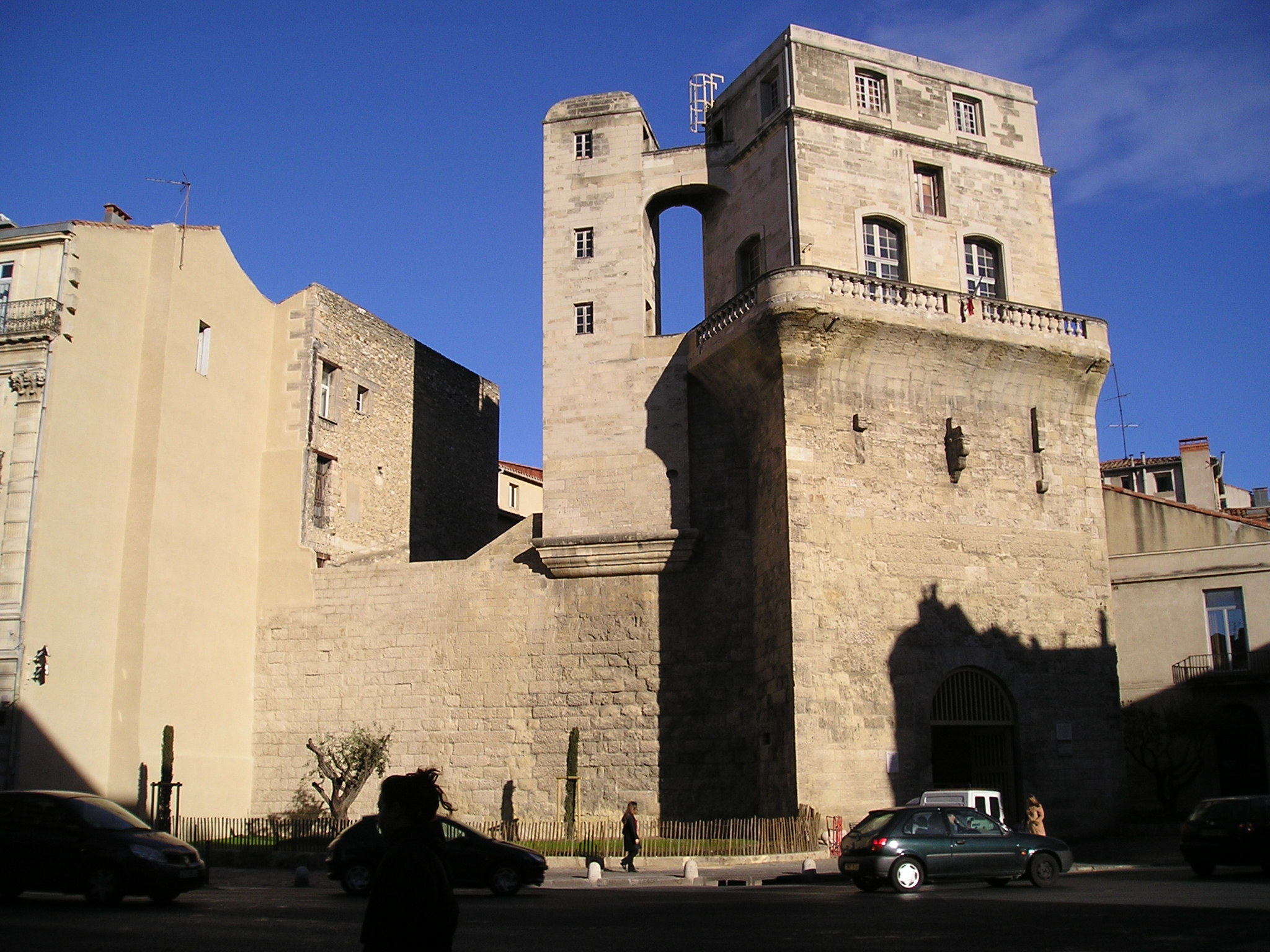
Tour de la Babote.

Montpelliers klimat är typiskt medelhavsklimat, med regniga vintrar och mycket torra somrar, utom i augusti då det regnar och åskar några gånger. Tvärtemot en åtminstone i Frankrike spridd uppfattning regnar det inte mindre i Montpellier än i Brest, men nederbörden kommer mycket mer koncentrerat, med hällregn som ibland leder till översvämningar.
Årsmedeltemperaturen är 14,7 °C och antalet soltimmar per år är 2 618.

## Utbildning i Montpellier

### Gymnasial utbildning och universitetsförberedande d:o

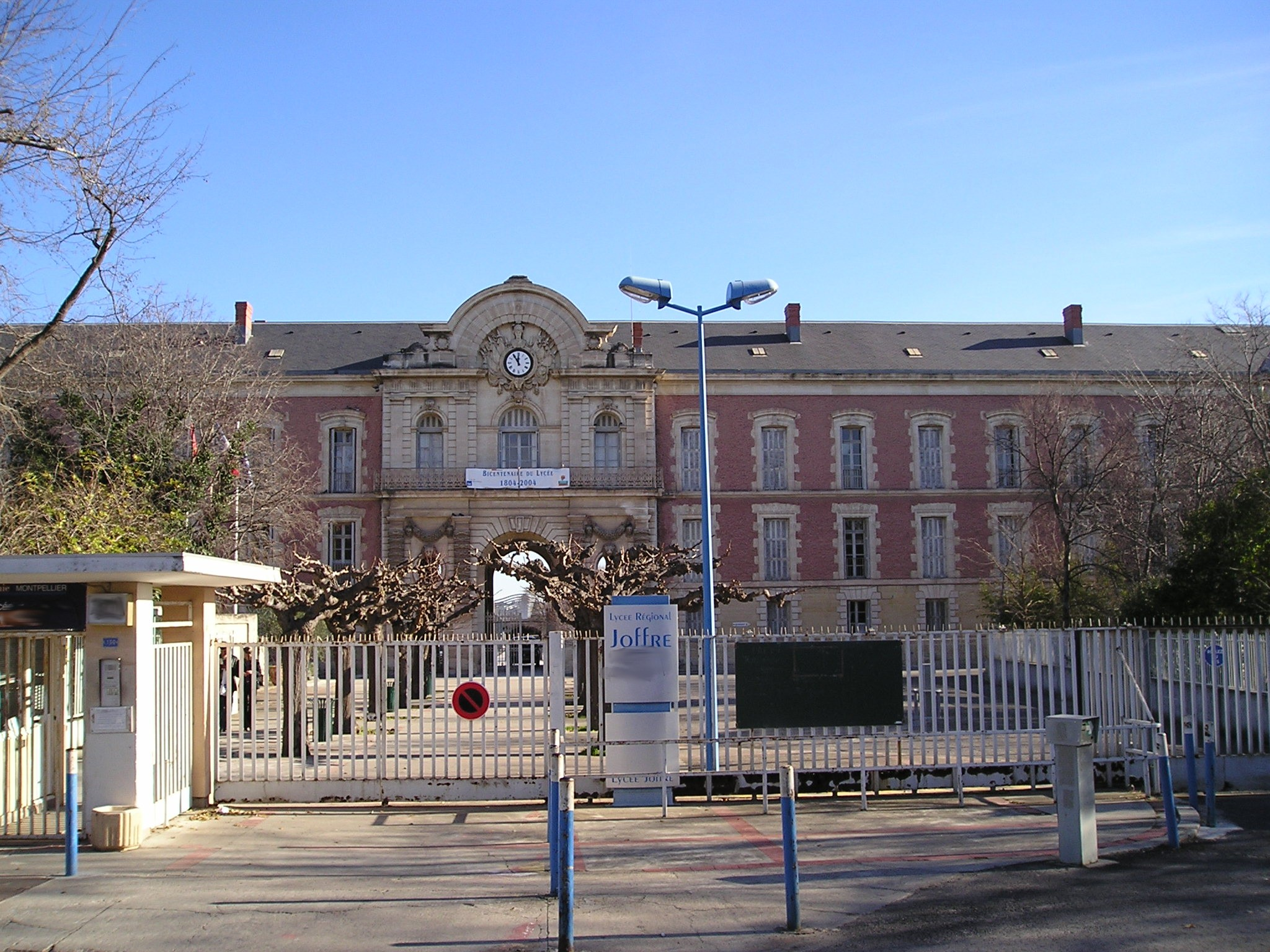
Lycée Joffre.

Lycée Joffre omfattar cirka 800 elever i s.k. classes préparatoires med inriktningar mot naturvetenskap, humaniora och ekonomi. Den naturvetenskapliga inriktningen är mer än tvåhundra år gammal.
Lycée Mermoz erbjuder tekniska classes préparatoires.

### Grandes écoles
- E-Artsup
- École nationale de l'aviation civile
- École pour l'informatique et les nouvelles technologies
- Montpellier Business School

### Universitet
Montpelliers universitet hör till världens äldsta.
Montpellier har egentligen tre universitet:
- Université Montpellier 1 som omfattar fakulteterna för juridik, medicin, farmakologi, ekonomi etc.
- Université Montpellier 2 (Université des Sciences et Techniques du Languedoc) som omfattar fakulteter för naturvetenskap, teknik etc.
- Université Montpellier 3 (Université des Lettres et Sciences Humaines, Paul Valéry) som omfattar fakulteter för språk, humaniora och konst.

Det totala antalet studenter i Montpellier uppgår till cirka 60.000, och stadens universitet har haft gott renommé inom framför allt medicinsk och naturvetenskaplig forskning sedan medeltiden. Den medicinska fakulteten vid Université Montpellier 1 är den äldsta aktiva i världen.

## Befolkningsutveckling
Antalet invånare i kommunen Montpellier
| Referens: INSEE |